# Кріс Вренна
Кріс Вренна (англ. Chris Vrenna; 23 лютого 1967, Ері) — американський музикант, продюсер, інженер, реміксер, композитор, програміст і засновник електронного гурту Tweaker. Вренна раніше був барабанщиком Nine Inch Nails з 1989 по 1997 рік. Також він був клавішником в гурті Marilyn Manson з 2007 до листопада 2011 року.

## Кар'єра
У середині вісімдесятих Кріс переїхав в Чикаго швидко влаштувавшись в місцевій індастріал-сцені і на короткий час став учасником гуртів Die Warzau та Stabbing Westward.
Потім він відновив контакт з Трентом Резнорм, з яким він познайомився в середній школі в Пенсільванії, коли обидва грали в місцевому гурті Exotic Birds з Клівленду. У періоди з 1989 по 1991 рік і з 1994 по 1995 він був учасником концертних виступів створеного Резнором гурту Nine Inch Nails. Він також був концертним барабанщиком гурту KMFDM під час туру «Money» у 1992-м. В цей момент Вренна працює під псевдонімом Tweaker і на сьогоднішній день випустив два альбоми — The Attraction to All Things Uncertain (2001) та 2 a.m. Wakeup Call (2004). Під ім'ям Tweaker, Вренна кілька разів виступав на одній сцені разом зі Skinny Puppy. У 2004-му році Вренна тимчасово заміняв барабанщика гурту Marilyn Manson Джинджер Фіш, коли той отримав травму під час туру Against All Gods Tour. Пізніше він грає на клавішних замість пішов з гурту Мадонна Вейн Ґейсі. Також він був співпродюсером альбому Marilyn Manson The High End of Low. У листопаді 2011 року Вренна покидає Marilyn Manson.
Як продюсер, ремікшер або звукоінженер Вренна працював з Lords of Acid, God Lives Underwater, Megadeth, Rammstein, Metallica, The Rasmus, U2, Weezer, P.O.D, Девідом Боуї, Cold, underwater, Scarling., The Smashing Pumpkins, Hole, Marilyn Manson, Робом Зомбі, Green Day, Live, Adema, The Wallflowers, TheStart та Dir en Grey. Він також працював з супергуртом Pigface та продюсував дівочі андеґраунд-гурти як TCR, Jack Off Jill та Rasputina.
Кріса можна побачити в кліпах «Gave Up», «Wish», «March of the Pigs» і «The Perfect Drug», а також на релізі «Closure».
У 1995 році Кріс як учасник Nine Inch Nails виграв Grammy в номінації «Найкращий Метал Виступ» за виконання пісні «Happiness in Slavery» на Woodstock '94.
У 1997 році Кріс як звукоінженер працював з Біллі Корганом. Коли Кріс був у турі з The Smashing Pumpkins, йому подзвонив Ексл Роуз і запропонував йому провести якись час в Guns N' Roses. «Я провів там 2 тижні, — говорить Кріс, — але потім я зрозумів, що не хочу виступати з цим гуртом».
Вренна також працював над безліччю саундтреків для ігор — «Doom 3» (як продюсер разом із Клінтом Волшем), «Quake 4», «American McGee's Alice», «Enter the Matrix», «Sonic the Hedgehog», «Зона 51» і «Need For Speed: Most Wanted». У 2004-м Кріс почав роботу над саундтреком до MMORPG «Tabula Rasa». Він також допоміг написати заголовну тему до мультфільму «Xiaolin Showdown».

## Особисте життя
З 2000-го року по жовтень 2009-го Вренна був одружений з журналісткою Керрі Борзілло, авторкою декількох книг. Зараз Кріс проживає в Лос-Анджелесі.